# سارا هادسون (خواننده)
سارا هادسون (انگلیسی: Sarah Hudson؛ زادهٔ ۱۹۸۴ (۴۰–۴۱ سال)) یک موسیقی‌دان اهل ایالات متحده آمریکا است. وی از سال ۲۰۰۳ میلادی تاکنون مشغول فعالیت بوده‌است.